# Strandbred
 For alternative betydninger, se Bred.
En strandbred er et stykke land, der ligger lige ud til havet, hvor der som oftest er aflejret sand fra havet.
Strandbredden er en typisk randzone, et område mellem to biotoper, hvor planter og dyr fra dem begge mødes og udnytter de skiftende nicher i fællesskab.
Tangloppen er et godt eksempel på et dyr, der har tilpasset sig de meget svingende forhold på strandbredden. Alle ved, at de findes i hundredvis under hver eneste tangbunke, men de er faktisk glimrende svømmere og færdes lige så godt ude i vandet.